# 劉仕傑
劉仕傑（1980年2月9日—），臺灣屏東縣麟洛鄉人，無黨籍，前外交官。曾任外交部歐洲司中東歐科科長，擁有十年外交經歷，曾派駐中華民國駐帛琉大使館及駐洛杉磯臺北經濟文化辦事處。曾獲社會民主黨推薦參選2018年九合一選舉，為外交部有史以來第一位參與選舉的職業外交官出身者，後因多次以現職公務人員身分發表政治言論，遭主管行政中立之銓敘部關切，而於2019年9月12日辭去外交部職務。
2020年8月時代力量進行黨內決策委員改選，劉仕傑登記參選，但黨部在選前通知指出其過去曾被社會民主黨徵召參選而認定為黨員，因此在他6月加入時力時可能具有雙重黨籍，遂喪失參選資格，而他本人否認曾具有社民黨籍。2022年底代表時力參選臺北市議員，未能勝選。後於2023年1月離開黨職；同年6月9日，因在台灣MeToo運動時被指控在多年前擔任外交部公務員時涉及性騷擾，曾對公職同事強吻、強拉摸下體，使其隨即宣布退黨。

## 生平

### 紙飛機培育外交種子計畫
劉仕傑曾於2018年4月開啟全國紙飛機講座計劃，用一個月的時間走入各地數十間學校或相關單位發表演講，希望能夠透過這個計畫深掘台灣外交種子。紙飛機計劃目前曾前往國立臺灣大學、國立清華大學、國立政治大學、國立臺北大學、國立臺南大學、東吳大學、長榮大學、新北市立板橋高級中學、國立虎尾高級中學、國立臺南女子高級中學、國立臺中第二高級中學、國立中央大學附屬中壢高級中學、國立彰化高級中學、國立苑裡高級中學、臺北市北投社區大學及各地區扶輪社發表外交官講座。

### 政治生涯
2018年11月24日，2018年中華民國直轄市議員及縣市議員選舉開票結果，劉仕傑在社會民主黨的政黨推薦下參選，獲得該選區3,446票，未能當選。
2020年1月16日，復因「聲援柯文哲」事件發言引起爭議而辭去流線傳媒國際公共事務總監一職。2020年6月4日加入時代力量並擔任國際部主任，後於2023年1月離職。
2023年6月8日，劉仕傑遭一名女子影射指控多年前劉還擔任外交部公務員時，曾對其強吻、摸下體，劉仕傑隨即關閉臉書粉專。6月9日，時代力量表示已收到劉仕傑的退黨聲明書。6月10日，劉仕傑於個人臉書表示不再從事政治事務。

## 選舉紀錄
| 年度 | 選舉屆數               | 選舉區        | 所屬政黨         | 得票數 | 得票率 | 當選標記 | 備註   |
| ---- | ---------------------- | ------------- | ---------------- | ------ | ------ | -------- | ------ |
| 2018 | 第十三屆臺北市議員選舉 | 社 社會民主黨 | 臺北市第一選舉區 | 3,446  | 1.23%  |          | [ 15 ] |
| 2022 | 第十四屆臺北市議員選舉 | 時代力量      | 臺北市第一選舉區 | 4,636  | 1.68%  | [ 16 ]   |        |

## 議題及立場

### 以外交人員身分力挺蔡英文
2019年1月2日上午，《告台灣同胞書》發表40週年紀念會在人民大会堂舉行，中國共產黨中央委員會總書記習近平發表談話“習五條”，定調九二共識為「海峽兩岸同屬一個中國，共同努力謀求國家統一」，實現“和平統一、一國兩制”目標，並深化兩岸交流，實現同胞心靈契合。但不承諾對台灣放棄使用武力，並為統一台灣保留採取一切必要措施的選項。
同日下午，中華民國總統蔡英文表示，中華民國在92年未與陸方達成九二共識，也絕不會接受一國兩制。她亦批判習近平將“九二共識”詮釋為“一個中國、一國兩制”。蔡英文同時認為北京當局施壓國際企業、軍機軍艦繞台，不會給台灣帶來心靈契合。1月3日，台灣各大新聞媒體均在頭版報導此事件。
1月6日，劉仕傑於Facebook粉絲專頁上張貼自己手持寫上「41期 劉仕傑」白紙的照片，並撰文以外交官身份力挺中華民國總統蔡英文的立場，表明拒絕九二共識，認為臺灣外交人員無法有堅定的國家認同是危險的，同時舉中國非洲豬瘟疫情的疏於管制為例強調對岸善意的虛假。劉仕傑也提及自身參與2018年中華民國直轄市議員及縣市議員選舉時友人提醒他若2020年如果中國國民黨重返執政，自身反對九二共識、支持台灣本土化運動的標籤會拿不掉；「但如果在意自己仕途，我就不會出來選舉了啊」。而劉仕傑也因其內文具名以及外交人員的身份，文章被各大媒體以「外交官力挺蔡英文」的標題大篇幅報導。

|          | - 外交人員的國家認同有三不危機：不清楚，不一致，不敢說。 - 非洲豬瘟疫情面對陸委會多次的努力溝通，國台辦始終已讀不回。……中國政府迄今沒有展現一絲善意，有的只是冷言冷語。 - 身為外交人員，我很驕傲我們有一個這麼棒的總統，讓我們可以抬頭挺胸。 - 歐盟所說的「共享價值」，指的是歐盟與台灣的共享價值。這個價值，在中國領土上，未見蹤影。 |
| ——劉仕傑 | |

### 黃郁婷事件
2022年1月23號，2022年北京冬季奧運即將展開前，代表中華隊出賽競速滑輪溜冰及競速滑冰項目的選手黃郁婷，於個人Facebook、Instagram等社群平台上分享在美特訓時身穿中國國家隊冬奧隊服的影片，引發台灣社會及媒體的質疑。
劉仕傑在2022年2月3號，2022年冬季奧林匹克運動會開幕式的前夕，於臉書個人粉專表示「奧運掌旗作為一種榮譽，本身就是政治，就是一種外交宣示」，「希望代表團或中華奧會能慎慎考慮撤換掌旗官人選，莫讓中共看笑話。」
2022年2月7號，黃郁婷在接受競速滑冰女子1500公尺項目的賽後中國訪問中，直呼「就像在主場作戰一樣」，再度引發爭議。2022年2月19號，在接受德國之聲記者訪問中，記者詢問出身高雄的黃郁婷是為中國還是為台灣競爭時，她毫不猶豫地說「我是為中華台北而戰」。而這樣的回答也讓劉仕傑再次在臉書感嘆「這一題有這麼難回答嗎？黃郁婷身為奧運代表團掌旗官，要妳從口中講出台灣一詞，有這麼難嗎？」

### 發放民主雞排 聲援美國眾議院議長裴洛西來台
劉仕傑於2022年7月31日，在Facebook上斷言美國眾議院議長南希·佩洛西將會訪台。其認為裴洛西是美國國會議長，不是美方行政官員，與行政部門相較，美國國會議員訪台的政治敏感度較低。另外，裴洛西還是美國總統繼位第三順位，也就是因為她的地位，她更不可能屈服於中共的壓力，美國國會議長要訪問哪一個國家，哪容中共說三道四？
裴洛西確定於2022年8月2日晚間抵台，劉仕傑表示這是台美關係的歷史新頁，他會於晚上11點在君悅飯店對面的市民廣場發放兩百份的民主雞排，其中一百份由支持者提供，以微薄心意，來歡迎裴洛西議長。
劉仕傑強調發放民主雞排與選舉無關，不管是不是選民，只要支持民主及人權價值，都可以領取。這是他作為台灣人，台灣公民，台灣前外交官，對台美關係的支持。
國民黨立委游毓蘭痛批，「裴洛西除了口頭上會繼續挺台灣，大家所要的台美雙方的BTA、FTA，門兒都沒有」一事，劉仕傑反邀她一起至君悅飯店同樂，還狠酸「起碼妳可以得到一塊雞排」。
劉仕傑在發雞排現場表示「藉由發放雞排向裴洛西議長致敬，希望我們一起為捍衛民主、捍衛人權來努力」。劉仕傑也接受CNN、华盛顿邮报、丹麥駐台媒體及多家台灣媒體的訪問。
劉仕傑在接受CNN訪問時強調：
|          | 裴洛西議長數十年來一直支持台灣。身為一個台灣人，我今晚來到這裡歡迎議長，這是非常重要的。 |
| ——劉仕傑 |                                                                                          |

劉仕傑於隔日發文「200份雞排全部發完，謝謝你們的聲援。中共今天不斷用各種小動作對台灣文攻武嚇，看得出來黔驢技窮。台灣人不是被嚇大的，我們有權利邀請任何一個熱愛民主的國際友人來訪！」發雞排現場更巧遇百靈果、四叉貓等人。

### 發起「路過職棒假球主謀 雨刷競選總部成立」活動
2009年中華職棒假球事件是有史以來最大假球案，重創台灣職棒環境。綽號雨刷的蔡政宜是當時的主謀，遭判3年8個月定讞，並於2016年出獄。
今年，蔡政宜參選嘉義海線議員也引發熱烈討論。2022年10月9日，Facebook粉專「做伙來找野球歷史（野球講古塾）」發文表示「當年戕害台灣棒球極深的雨刷現在出來選嘉義縣議員，此人的政見和當時惡劣行為相較之下，真是超級諷刺。」
2022年10月14日蔡政宜競選總部成立，讓棒球迷和網友群情激憤。嘉義地頭蛇兼棒球迷的「小商人」於13日在粉專「Gtokevin小商人靠北幹古股份有限公司」發文分析，因為地方的阿公阿嬤資訊沒那麼發達，年輕人返鄉投票力量有限，蔡政宜的當選機率很高。
劉仕傑於13日發文表示「這是台灣民主發展史之恥，作為多年的球迷及球員，我實在沒辦法接受。」劉仕傑隨後發起「路過職棒假球主謀 雨刷競選總部成立」活動，號召熱愛棒球的朋友14日路過雨刷的競選總部。隔日，劉仕傑與時代力量嘉義市黨部「路過」嘉義縣議員候選人蔡政宜的競選開幕，表達「拒絕雨刷、蔡政宜落選」的訴求。
劉仕傑表示「2009年的10月，對很多棒球迷來講是最冷的冬天，檢調在高雄破獲討債集團經營的簽賭站，涉嫌收買職棒球員放水，因為涉案人數太多，當時只剩四隊的職棒跌入無底深淵。當年這個為了個人利益，幾乎毀掉整個職棒的人，就是參選嘉義縣議員的雨刷蔡政宜。嘉義是台灣棒球發跡的地方，KANO是台灣棒球的驕傲，東石高中更是孕育出無數的棒球選手，而自己作為台灣幼兒棒球聯盟協會的理事，就是希望站在紅土上的每一位小球員，都能藉由棒球培養運動家精神，甚至將這些價值運用在往後的人生道路上。當年雨刷簽賭集團利誘職棒球員打假球、欺騙全台棒球迷，自己內心非常沉痛。」
「人品定優劣，苦練決勝負」這句話是兄弟象的隊訓，劉仕傑表示作為一個從職棒元年開始看球的象迷，完全不能接受這種曾經重傷台灣棒球的人進入到嘉義縣議會。
劉仕傑沈重地拜託東石、朴子、六腳的鄉親朋友，拒投蔡政宜，也呼籲在外地的年輕朋友，年底一定要回家投票，不能讓雨刷用另一個身分繼續傷害台灣社會。劉仕傑最後提出兩項呼籲，首先，蔡政宜必須針對當年假球案公開向全國棒球迷道歉；第二，蔡政宜必須承諾，未來無論以任何形式參與公共事務，不得再涉入職棒簽賭案。
蔡政宜隨後在競總成立致詞時表示「當年的錯已受法律制裁，這次決心參選重新做人，希望大家給他一個機會，為鄉親服務」。警方當天動員大批警力現場維護秩序，競選總部成立大會在上午10時許結束，並未發生任何衝突。
|          | 如果未來職棒在嘉義舉辦，難道還要請這位蔡議員來開球嗎？ |
| ——劉仕傑 |                                                        |

## 爭議事件

### 習近平看板事件
劉仕傑曾於2018年中華民國直轄市議員及縣市議員選舉代表社會民主黨參選臺北市士林、北投區市議員，並於競選期間在北投市場旁架設看板，看板樣式為中共中央總書記習近平大頭照和簡體中文「我想跟你談」及劉仕傑選區、姓名、號碼字樣。其中，習近平大頭照的爭議引起部分民眾反彈，亦引起媒體爭相報導。
劉仕傑在接受媒體採訪時解釋，這面看板正確的解讀方法是習近平說「劉仕傑，我想跟你談」，所以才會以簡體字來呈現「我想跟你談」，而不是他想跟習近平談。他說，他只架設5面看板，要把其中一面的圖樣放上習近平的照片也引發團隊內部激辯，有人認為為什麼不放自己的照片，也有人擔心引發中國議題的論戰。他說，團隊成員在討論過程中曾對他說，10年前他曾說過，考外交官是希望成為第一個被派去中華人民共和國的外交官；以外交官身份參選台北市議員，是要讓選民知道首都議員必須要有明確的國家認同跟堅定的理念，讓他決定採用這樣的文宣方式。 
而最終，該面看板並未被架設至選舉結束，劉仕傑於9月20日時於看板前舉辦了「民主香腸派對」，邀請選區所有政黨之候選人同樂，並用民主香腸象徵台灣民主自由，同時也在活動後主動更改習近平看板的設計樣式。

### 聲援柯文哲事件
2020年1月13日，臺北市與布拉格締結姊妹市，時任流線傳媒國際公共事務總監的劉仕傑在Facebook發文批評，中華民國外交部Facebook粉絲專頁宣揚此項外交成果時，刻意不提臺北市市長柯文哲名字，只提「北市府團隊」。中華民國外交部Facebook粉絲專頁直到2020年1月15日才把「北市府團隊」改為「台北市長柯文哲率領市府團隊」，但劉仕傑的文章已在網路上引發蔡英文支持者與柯文哲支持者筆戰；而流線傳媒創辦人戴季全是柯文哲好友，蔡英文支持者據此指控劉仕傑的文章是搞政治操作。2020年1月16日，劉仕傑宣布辭任流線傳媒國際公共事務總監。2020年1月17日，劉仕傑接受台視新聞、非凡新聞、壹電視新聞台聯訪，承認自己是「被離職」。戴季全在Facebook發文批評，一群「一副民進黨或台派姿態的匿名人士」在網路上四處挑撥，營造一股越來越濃的麥卡錫主義氛圍。

### 血友病童中國籍事件
2020年2月23日，劉仕傑在臉書發文表示，因新冠肺炎疫情而滯留湖北引起討論的血友病童持有中華人民共和國國籍，「是中國國籍，不是台灣籍。他是徹頭徹尾的中國人」、「病童的親生母親，她原本也是中國人，後來因為嫁給台灣人才取得台灣國籍。但她取得珍貴的台灣國籍及健保資源後，就跟台灣丈夫離婚了。她離婚後，嫁給一個中國人，才生了這個血友病童。他的親生父母，其實都是中國人」，造成社會議論。大陸委員會隨後緊急澄清，血友病童、血友病童的雙親都擁有中華民國國籍，呼籲不應再繼續錯誤流傳相關訊息。同日晚間，劉仕傑針對散播資訊錯誤一事道歉，強調在他寫文章之前，臉書上早已有相當熱絡的討論，並在原文上方加註「今天下午看到臉書上有某知名粉專及臉友所說，我於是引述」等字眼。

### call in 呱吉事件
2022年11月20日，在人稱「呱吉」的網紅邱威傑直播中call in澄清競選團隊並無對黃郁芬拜票車隊比不雅手勢。
2022年11月21日，劉仕傑公布競選總部門口監視器畫面，競選團隊是比拇指而非中指。同日，邱威傑拍攝道歉影片公開於Youtube。

### 對陳姓女子性騷擾事件
2023年6月8日，一名陳姓女子在臉書發文影射，劉仕傑於多年前還擔任外交部公務員時，曾以假借討論工作的名義單獨開車約會至夜深人靜之處，並對她強吻及拉手觸摸私處。劉仕傑隨後關閉臉書粉專，時代力量中央黨部於6月9日表示已收到劉仕傑的退黨聲明書。時代力量黨主席王婉諭表示，根據受害者分享，劉仕傑的不當行為嚴重程度，甚至已經涉及強制猥褻。王婉諭強調，面對性暴力，沒有黨派之分，只有是非對錯；她身為時代力量黨主席，要向受害者及社會大眾致上最深的歉意。6月10日，劉仕傑於個人臉書發布聲明，「深切反省自責，向當事人表達最誠摯歉意」，並強調「互動中我並未隱瞞已婚事實，亦無騷擾意圖」，同時宣布不再從事政治事務。6月12日，時代力量紀律委員會裁決，劉仕傑已嚴重違反時代力量之性別平權價值，時代力量永不錄用。

## 軼事

### 拍攝劉德華MV
劉仕傑曾於就讀國立臺灣大學大學部三年級時，與雙胞胎哥哥擔任2000年劉德華收錄於《男人的愛》專輯中的《男人哭吧不是罪》音樂錄影帶演員，於輔仁大學操場拍攝。並在2018年中華民國直轄市議員及縣市議員選舉時被媒體報導。

### 面對台北街頭無差別攻擊事件
2021年12月7日，劉仕傑在Facebook個人粉專表示於上週五中午，在臺北市立建成國民中學大門口的路上目睹一起無差別攻擊事件，似有精神疾病障礙的男子隨機熊抱一名女性，還作勢要攻擊。當時剛好路過的他趨前安撫受害女子，並為避免該男子可能繼續傷害其他路人而報警。 
事後被害者和劉仕傑控訴建成派出所態度消極，事發當時一共打了五通110，警方卻過了半小時才到場，事後還要求劉仕傑刪除臉書發文，讓劉仕傑質疑警察施壓。

## 相關著作
| 年份   | 出版日期      | 書名               | 作者   | 出版社   | ISBN                |
| 2019年 | 2019年8月20日 | 《我在外交部工作》 | 劉仕傑 | 時報文化 | ISBN 978-9571379029 |

## 演出作品

### 電視劇
| 年份   | 播放平台        | 片名            | 導演           | 飾演   | 備註                                      |
| 2020年 | friDay影音 公視 | 《國際橋牌社》  | 李志薔         | 分局長 | 客串 1992年中韓斷交抗議事件現場警方指揮官 |
| 2021年 | YouTube 公視    | 《國際橋牌社2》 | 林龍吟、林世章 | 翻譯官 | 客串 美國駐中國大使館翻譯                 |

## 外部連結
- 想想論壇 （页面存档备份，存于）
- 天下雜誌獨立評論劉仕傑專欄 （页面存档备份，存于）
- 劉仕傑Facebook粉絲頁 （页面存档备份，存于）
- Yahoo專欄/劉仕傑 （页面存档备份，存于）
- YouTube上的劉仕傑頻道